# Монтелло
Монтелло (итал. Montello) — коммуна в Италии, находится в регионе Ломбардия, подчиняется административному центру Бергамо.
Население составляет 2390 человек, плотность населения составляет 2390 чел./км². Занимает площадь 1 км². Почтовый индекс — 24060. Телефонный код — 035.
В коммуне 31 мая особо празднуется встреча Пресвятой Богородицы с Елизаветой.